# Камбэ, Сугао
Сугао Камбэ (яп. 神戸 清雄) (2 августа 1961, Сидзуока) — японский футболист, тренер.

## Карьера

### Футболиста
В качестве футболиста всю свою карьеру провел в клубе «Хонда». В 1989 году в составе сборной Японии по мини-футболу принял участие в Чемпионате мира в Нидерландах.

### Тренера
Закончив играть, Камбэ остался в штабе «Хонды», а вскоре он перешел в систему «ДЖЕФ Юнайтед Итихары», в которой он трудился на протяжении многих лет, дважды временно исполняя обязанности наставника основы. В разные годы возглавлял сборные Филиппин, Гуама и Северных Марианских островов. В 2010 году вернулся в «ДЖЕФ Юнайтед Тибу» на должность технического директора. В следующем сезоне специалист заменил голландца Дуайта Лодевегеса на посту главного тренера команды. С 2013 года японец работает с различными тайскими клубами.

## Достижения
- Победитель первого дивизиона Таиланда (1): 2014.